# Domanowszczyzna
Domanowszczyzna (biał. Даманоўшчына, Damanouszczyna; ros. Домановщина, Domanowszczina) – wieś na Białorusi, w obwodzie mińskim, w rejonie wołożyńskim, w sielsowiecie Dory. W 2009 roku liczyła 23 mieszkańców.